# Justin Rain
Justin Rain (Vancouver, 27 oktober 1981) is een Canadees acteur. Hij speelde in diverse films en series, waaronder The Twilight Saga: Eclipse, The Killing en Fear the Walking Dead.

## Filmografie

### Film
- 2008: The Dance of My Beating Heart, als Joseph
- 2009: Mountain Spirit, als Brent
- 2010: The Twilight Saga: Eclipse, als Quileute Warrior
- 2010: Two Indians Talking, als Adam
- 2012: The Arrival Hour, als John
- 2014: Not Indian Enough, als Bradley
- 2014: Wool, als Makoyepuk
- 2015: North Mountain, als Wolf
- 2017: Mohawk, als Calvin Two Rivers
- 2017: Lean on Pete, als Mike
- 2017: Past Time, als Sage
- 2018: Primal Rage, als hulpsheriff
- 2018: Road of Iniquity, als Leonard
- 2019: Douk, als vader
- 2020: Brother, I Cry, als Jon

### Televisie
- 2008: The Guard, als Frank
- 2011-2015: Blackstone, als Alan Fraser
- 2012: The Killing, als Benny
- 2013-2015: Defiance, als Quentin McCawley
- 2014: Arctic Air, als Brian
- 2015: Heartland, als Emmett
- 2017: The Arrangement, als Sam
- 2017: Fear the Walking Dead, als Lee "Crazy Dog"
- 2018: Guardians Evolution, als Arimus Afron
- 2020: Tribal, als Ryan Streit
- 2021: Chicago Med, als Robert Forbes
- 2022-2024: Resident Alien, als Elliot

### Computerspel
- 2023: Starfield, als Floyd Jenkins (stemrol)